# Office d'État bavarois pour la protection de la constitution
L'Office d'État bavarois pour la protection de la constitution (en allemand Bayerisches Landesamt für Verfassungsschutz, LfV) est le service de renseignement de l'État libre de Bavière. Sa fonction principale est l'observation et la surveillance des activités anticonstitutionnelles en Bavière. Le bureau est subordonné au ministère de l'Intérieur de Bavière (en). Il coopère avec l'agence fédérale, l'Office fédéral de protection de la constitution, et les 15 autres agences des États fédérés. Elle emploie environ 450 personnes et son siège est à Munich. Son travail est régi par une loi étatique, la Loi de protection de la constitution bavaroise (Bayerisches Verfassungsschutzgesetz). 
L'office surveille les extrémistes politiques de gauche et de droite, les extrémistes islamistes et la scientologie. Il est également chargé de la prévention de l'espionnage militaire et industriel et de la surveillance du crime organisé.